# Flugplatz Hamburg-Finkenwerder
De Luchthaven Hamburg-Finkenwerder (Duits: Flugplatz Hamburg-Finkenwerder) is een privé-luchthaven, 10 kilometer ten westen van de stad Hamburg in de wijk Finkenwerder. Hij maakt in feite deel uit van de Airbus- vliegtuigbouwfabriek. Start- en landingsbaan, taxibanen en platforms zijn in staat om de Airbus A380 te faciliteren. Het vliegveld is tussen 1936 en 1940 gebouwd in opdracht van het toenmalige Hamburger Flugzeugbau GmbH.

## Gebruik
Het grootste gedeelte van de tijd wordt het vliegveld gebruikt door de fabriek, maar ook medewerkers van de fabriek mogen gebruikmaken van het vliegveld voor recreatievluchten, meestal in kleinere sportvliegtuigen.

## Lijndiensten
De enige reguliere vluchten zijn de vluchten tussen de diverse Airbus locaties zoals het Engelse Filton en het Franse Toulouse, de zogenaamde corporate shuttles.

## Bezoek
Voor de personen die nieuwsgierig zijn, bestaat de mogelijkheid om een bezoek te brengen aan de fabriek op deze luchthaven. Op verschillende tijden vinden er, onder begeleiding, rondleidingen plaats door een gedeelte van de fabriek.